# La Boissière-d'Ans
La Boissière-d'Ans is een plaats en voormalige gemeente in het Franse departement Dordogne in de regio Nouvelle-Aquitaine en telt 233 inwoners (2005). De plaats maakt deel uit van de gemeente Cubjac-Auvézère-Val d'Ans in het arrondissement Périgueux.

## Geschiedenis
De Forges d'Ans waren actief van 1691 tot 1870. Hier werden kanonnen gegoten voor het arsenaal van La Rochelle. Er werd gebruik gemaakt van de aanwezige waterkracht. Met hout uit de omliggende bossen werd houtskool gemaakt om de hoogovens te voeden. De kanonnen werden over de Dordogne naar La Rochelle vervoerd. Er werden tot 200 scheepskanonnen per jaar geproduceerd. In 1830 stopte de productie van kanonnen en werd overgeschakeld op de productie van ijzeren keukengerei. De Forges d'Ans sloten in 1870 en raakten daarna in verval.
La Boissière-d'Ans maakte deel uit van het kanton Thenon tot dit op 22 maart werd opgeheven en de gemeente werd opgenomen in het op die dag opgerichte kanton Isle-Loue-Auvézère. Op 1 januari 2017 fuseerde de gemeente met Cubjac en Saint-Pantaly-d'Ans tot de commune nouvelle Cubjac-Auvézère-Val d'Ans.

## Geografie
De oppervlakte van La Boissière-d'Ans bedraagt 8,4 km², de bevolkingsdichtheid is 27,7 inwoners per km².
De onderstaande kaart toont de ligging van La Boissière-d'Ans met de belangrijkste infrastructuur en aangrenzende gemeenten.

## Demografie
Onderstaande figuur toont het verloop van het inwonertal.